# Ángel Rodado Jareño
Ángel Rodado Jareño (Palma, 7 de març de 1997) més conegut com a Ángel Rodado és un futbolista mallorquí que juga com a davanter al Wisla de Cracòvia.

## Trajectòria
És un jugador nascut a Palma fill d'un dels àrbitres de balears en la dècada dels 90 i 2000 a Segona B i Segona Divisió, que juga en la posició de davanter i es va formar en el futbol base del RCD Mallorca, amb el qual va arribar a debutar amb el filial en la temporada 2016-17.
La temporada 2017-18 solia alternar el primer equip i el filial, quan el primer equip jugava en la Segona Divisió B a les ordres de Vicente Moreno.
El 16 d'agost de 2018 fa fitxar per la UE Eivissa del Grup IV de la Segona Divisió B d'Espanya. Va començar l'any 2021 marcant dos gols en els dos primers partits, un d'ells en Copa del Rei contra el RC Celta de Vigo.
El 23 de maig de 2021 va aconseguir l'ascens a la Segona Divisió, després de vèncer en la final del play-off d'ascens l'UCAM Murcia CF al Nuevo Vivero. Va arribar a debutar en la categoria de plata del futbol espanyol abans de ser cedit el 30 d'agost al FC Barcelona B de la Primera Divisió RFEF.